# 江陵路駅
江陵路駅（こうりょうろえき）は、中華人民共和国浙江省杭州市浜江区江陵路と江南大道の交差点に位置する杭州地下鉄1号線と6号線の駅。

## 歴史
- 2012年11月24日：1号線の駅として開業[1]。
- 2020年12月30日：6号線の開業により乗換駅となる[2]。

## 駅構造
1号線・6号線とも島式ホーム1面2線を有する地下駅である。1号線ホームは江陵路寄りの、6号線ホームは江南大道寄りの地下にある。1号線浜和路側に引き上げ線が1線ある。

### のりば

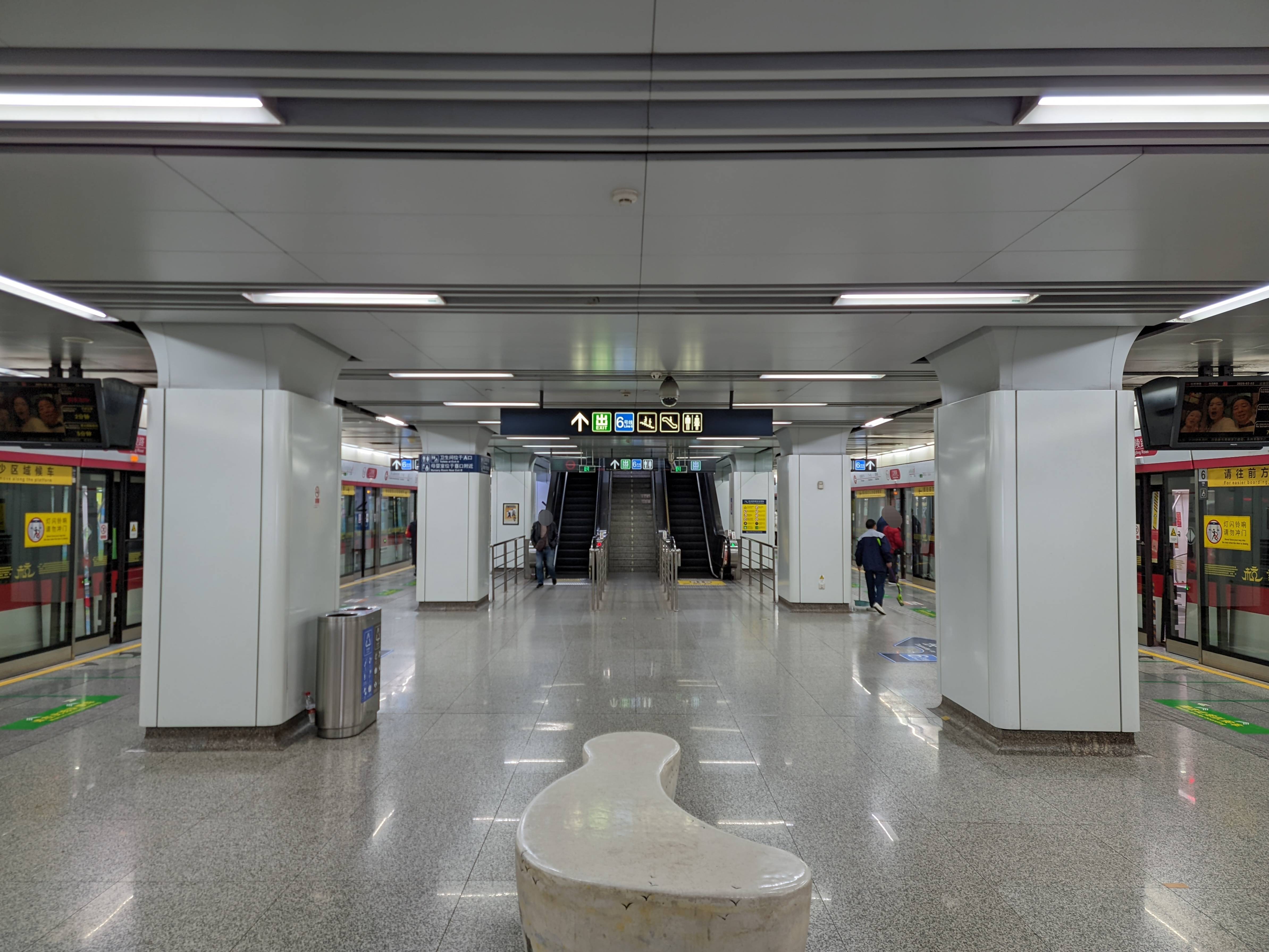
1号線ホーム
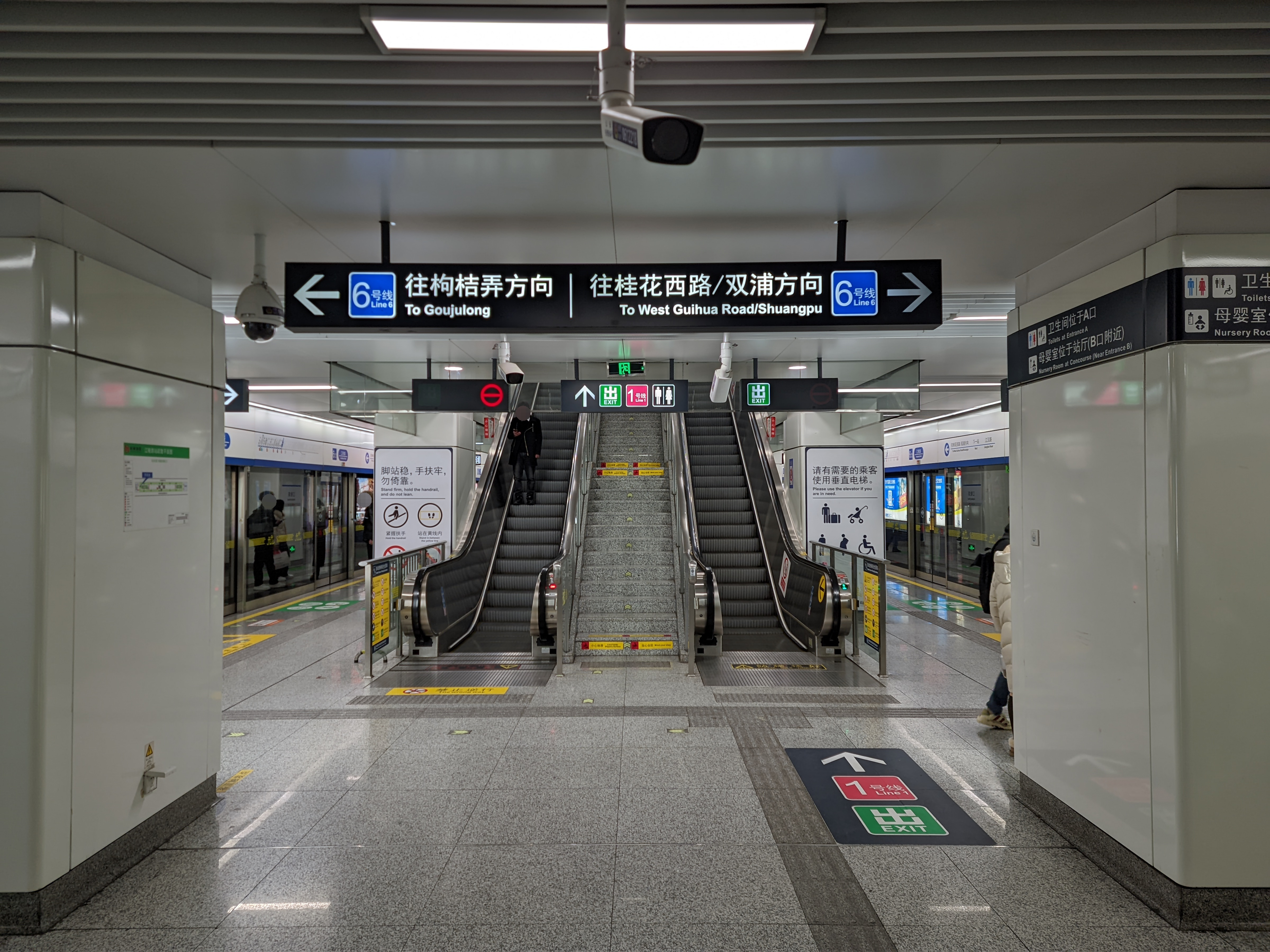
6号線ホーム

| 路線                   | 方向 | 行先                                                  |
| ---------------------- | ---- | ----------------------------------------------------- |
| 1号線ホーム（地下2階） |      |                                                       |
| ■ 1号線                | 下り | 湘湖方面                                              |
| ■ 1号線                | 上り | 城站・武林広場・火車東站・客運中心・ 蕭山国際機場方面 |
| 6号線ホーム（地下3階） |      |                                                       |
| ■ 6号線                | 下り | 桂花西路・双浦方面                                    |
| ■ 6号線                | 上り | 火車東站（東広場）・枸橘弄方面                        |

（出典：杭港地下鉄:内部空间示意图）
- 1号線ホーム
- 6号線ホーム

## 駅周辺
- 地下鉄江陵路駅「P+R」駐車場
- 星耀城
- 丹楓四季苑
- 武警総隊浙江医院
- 中化ビル
- 中財ビル
- 杭州市浜江区人民法院
- 杭州市浜江区人民政府
- 杭州市規画和自然資源局浜江分局
- 銭塘春暁ビル
- 銭塘春暁花園
- 杭州市特色文化広場
- ボルボ汽車博物館
- 浙江吉利控股集団

## 隣の駅
杭州地下鉄
■ 1号線
浜和路駅 - 江陵路駅 - 近江駅
■ 6号線
江漢路駅 - 江陵路駅 - 星民駅